# 라선콘트랜스
라선콘트랜스 또는 라선콘트란스(영어: RasonConTrans, 러시아어: РасонКонТранс)는 북한과 러시아의 합작 법인이다.

## 역사
2008년에 설립되었다. 러시아가 70%, 북한이 30% 출자했다.
54 km의 철도, 나진항 제3부두의 터미널을 경영하고 있다. 러시아 직원 50여 명과 북한 직원 130여 명이 나진항에서 근무한다.
시베리아 광산에서 채굴된 석탄을 철도로 나진항까지 수송하고, 제3부두의 터미널에서 수송선을 통해 제3국으로 보내는 것이다. 2014년 사업을 시작했을 때 한국도 참가했고, 원래 목적지는 한국 포항제철과 화력발전소들이었다. 그러나 박근혜 정부의 대북 압박 정책 시기인 2016년 한국 측은 철수했다. 한국이 철수했지만, 2019년에도 흑자를 내고 있다. 유엔 안전 보장 이사회 결의 제2375호로부터 예외를 받았다.
2014년 12월과 이듬해 11월에 러시아산 철광석이 북한 나진항을 거쳐 포항항에 들어오기도 했다. 2019년 조선민주주의인민공화국산 석탄 대한민국 반입 사건 발생 당시 배후로 주목을 받기도 했다.

## 같이 보기
- 나진-하산 프로젝트
- 라진선봉 경제특구
- 조선민주주의인민공화국산 석탄 대한민국 반입 사건
- 동방경제포럼
- 유엔 안전 보장 이사회 결의 제2371호
- 유엔 안전 보장 이사회 결의 제2375호